# Ladislav Žák (lední hokejista)
Ladislav Žák (* 9. listopadu 1966) je bývalý český hokejový útočník.

## Hokejová kariéra
V československé lize hrál za CHZ Litvínov a Dukla Trenčín. Odehrál 5 ligových sezón, nastoupil ve 44 ligových utkáních a dal 4 góly. V nižších soutěžích hrál za VTJ Topoľčany, Auto Škoda Mladá Boleslav, Baník Most, KLH VT VTJ Chomutov a SK Kadaň.

## Klubové statistiky
| Sezona    | Klub                      | Soutěž  | Základní část | Základní část | Základní část | Základní část | Základní část |
| Sezona    | Klub                      | Soutěž  | Z             | G             | A             | B             | TM            |
| --------- | ------------------------- | ------- | ------------- | ------------- | ------------- | ------------- | ------------- |
| 1984/1985 | CHZ Litvínov              | 1. liga | 7             | 0             | 0             | 0             | 0             |
| 1985/1986 | CHZ Litvínov              | 1. liga | 15            | 0             | 0             | 0             | 0             |
| 1986/1987 | Dukla Trenčín             | 1. liga | 10            | 2             | 0             | 2             | 4             |
| 1987/1988 | VTJ Topoľčany             | 2. liga | -             | -             | -             | -             | -             |
| 1988/1989 | CHZ Litvínov              | 1. liga | 9             | 1             | 0             | 1             | 6             |
| 1989/1990 | Auto Škoda Mladá Boleslav | 2. liga | -             | 14            | -             | -             | -             |
| 1990/1991 | CHZ Litvínov              | 1. liga | 3             | 1             | 0             | 1             | 2             |
| 1991/1992 | Baník Most                | 3. liga | -             | -             | -             | -             | -             |
| 1993/1994 | KLH VT VTJ Chomutov       | 3. liga | -             | -             | -             | -             | -             |